# Periquito-de-asa-branca
Periquito-d'asa-branca ou periquito-da-campina (nome científico: Brotogeris versicolurus) é uma espécie de ave da família dos psitacídeos.
É nativo da Amazônia, na região do sudeste da Colômbia e norte do Brasil. Há populações provenientes de soltura ou escape em outros países, como Peru e Estados Unidos.